# Извлечение камня глупости
«Извлечение камня глупости» («Удаление камня глупости» или «Операция глупости») — популярный сюжет в картинах нидерландских художников XV—XVII веков. Хирург якобы излечивает пациента от глупости, удаляя из его головы соответствующий камень. В голландском языке выражение «вырезать камень» означает «обмануть», поэтому происходящее на картинах напоминает скорее шарлатанство, нежели какую-либо хирургическую или косметическую операцию.
Сюжет встречается в работах таких художников, как Иероним Босх, Ян ван Хемессен (настоящее имя Ян Сандерс), Лукас ван Лейден, Рембрандт Харменс ван Рейн, Франсуа Вервилт и других.

## Камень глупости
В Средние века алхимики были заняты поиском философского камня — субстанции, необходимой для превращения недрагоценных металлов в золото, а также для создания эликсира жизни. Шарлатаны убеждали доверчивых людей, что в противовес философскому камню, олицетворяющему мудрость, существует так называемый камень глупости, и удалив его, можно излечить человека от этой напасти. В голландском языке даже появилось устойчивое выражение «камень в голове», означающее «быть глупым», а выражение «вырезать камень» означает «обмануть». Средневековые художники использовали «камень глупости» (нарост, в частности жировик) в своих сюжетах, располагая его на лбу (иногда чуть выше) или за ухом. Он считался символом сумасшествия, как, например, в работе «Аллегория глупости» фламандского художника Квентина Массейса (см. иллюстрацию слева). На картине, написанной вскоре после выхода в свет сатирического произведение Эразма Роттердамского «Похвала Глупости», Массейс изобразил шута (дурака) в традиционном костюме с капюшоном, головой петуха и ушами осла. В руках у него посох с маленькой фигуркой со спущенными штанами, а на лбу — нарост, в котором находится тот самый камень.

## Сюжет картин
На картинах или гравюрах «Извлечения камня» изображён пациент, как правило, мужчина, корчащийся или кричащий от боли, в то время как хирург «по живому» проводит операцию с его головой. Гримаса пациента и сосредоточенное от усердия лицо врачевателя создают комический эффект. Этот эффект усиливается антуражем картины: у Рембрандта операция производится в темноте, у Босха — на открытом воздухе, но при этом голова хирурга вместо шляпы увенчана воронкой, у Яна Стена хирургическое вмешательство совершается прилюдно на помосте или сцене, а извлечённый камень демонстрируется толпе. Так художники показывают абсурдность данной процедуры.

## Извлечение камня в работах художников
Одна из первых работ на тему операции по извлечению камня глупости — картина, которую долгое время приписывали кисти Иеронима Босха. Обычно её относят к 1475—1480 либо к 1500—1520 годам. На ней врач-шарлатан с воронкой на голове извлекает не камень, а тюльпан (символ глупости), ещё один цветок уже лежит на столе. Орнаментальная надпись на картине гласит: «Мастер, удали камень. Меня зовут Лубберт Дас». Лубберт — имя нарицательное, обозначающее «балда», «простак», «олух». Эта работа легла в основу анимационного фильма «Камень безумия» (The Stone of Folly), снятого в 2002 году канадским режиссёром Джесси Розенвитцем (англ. Jesse Rosensweet) и получившего Приз жюри Каннского кинофестиваля.
У Марцеллуса Кофферманса в копии картины Босха хирург демонстрирует свои ноги в странной неудобной обуви наподобие патенов (pattens) или чопинов, в которых щеголяли венецианские аристократки (католическая церковь называла такую обувку «развратной»). На его картине процедура поставлена на поток: одного пациента перевязывают, другому делают операцию, третий, вероятно, вносит плату за предстоящую процедуру. В гравюре Питера Брейгеля Старшего «Ведьма из Маллегема» (1559) процедура приобретает массовый характер. Очередь, выстроенная к знахарке, огромна.

Гравюра на эту тему есть и у Лукаса ван Лейдена (1524). Возможно, именно её использовал Рембрандт при создании картины «Осязание» своего цикла «Пять чувств» (1624). К 1650—1660 годам относится картина «Шарлатан извлекает камень безумия» Яна Стена. Сюжет также встречается в работах Яна ван Хемессена (1545—1550), Питера Брейгеля Младшего, Питера Кваста (ок. 1630), Франсуа Вервилта (1658), Давида Тенирса Младшего и других художников.

- Сюжет удаления камня глупости в работах разных художников
- Иероним Босх или его круг. Извлечение камня глупости. До 1500. Прадо, Мадрид
- Марцеллус Кофферманс. Удаление камня глупости. 1540—1560. Музей Северного Брабанта, Хертогенбос
- Ян ван Хемессен. Удаление камня глупости. 1550—1555. Прадо, Мадрид
- Лукас ван Лейден. Удаление камня глупости (гравюра). 1524. Музей Бойманса — ван Бёнингена, Роттердам
- Питер ван Гюйс. Хирург, извлекающий камень глупости. Ок. 1545
- Питер Брейгель Старший. Вырезание камня безумия, или Операция на голове. Ок. 1550 (копия, оригинал утерян). Музей в г. Сент-Омер
- Питер Кваст. Операция по извлечению камня. Около 1630. Музей изобразительных искусств Санкт-Галлен
- Рембрандт Харменс ван Рейн. Извлечение камня глупости (Аллегория осязания). 1624—1625, примерно. Лейденская коллекция
- Франсуа Вервилт. Хирург, оперирующий голову мужчине (гравюра). 1658. Музей Бойманса — ван Бёнингена, Роттердам
- Ян Стен. Шарлатан извлекает камень безумия. Ок. 1650—1660. Рейксмюсеум, Амстердам